# Narcyza Żmichowska
Narcyza Żmichowska, nota anche con lo pseudonimo di Gabryella (Varsavia, 4 marzo 1819 – Varsavia, 24 dicembre 1876), è stata una scrittrice e poetessa polacca.
È considerata una precursora del femminismo in Polonia.
Il primo romanzo di Żmichowska pubblicato nel 1846 fu Poganka ( La brughiera ), in cui espresse interesse per la sua amica Paulina Zbyszewska. Lettere ad amici e parenti scritte da Żmichowska furono pubblicate in cinque volumi dall'Università di Breslavia nel 1960. Nella sua corrispondenza epistolare si evince il suo interesse per un uomo sposato di nome Edward Dembowski, che destò scalpore nella società polacca di quegli anni. La sua corrispondenza trentennale con Bibianna Moraczewska consisteva principalmente di discorsi intellettuali.

## Biografia
Żmichowska divenne governante della famiglia Zamoyski nel 1838. Si recò con il suo datore di lavoro a Parigi, dove si riunì con suo fratello Erazm, rivoluzionario polacco esiliato dalla divisione russa dopo la rivolta anti zarista di novembre soppressa dall'esercito imperiale. Le opinioni politiche e sociali di suo fratello influenzarono notevolmente Narcyza. Su suo consiglio, si iscrisse alla Bibliothèque Nationale e divenne una delle prime donne dell'Accademia di Francia in assoluto.

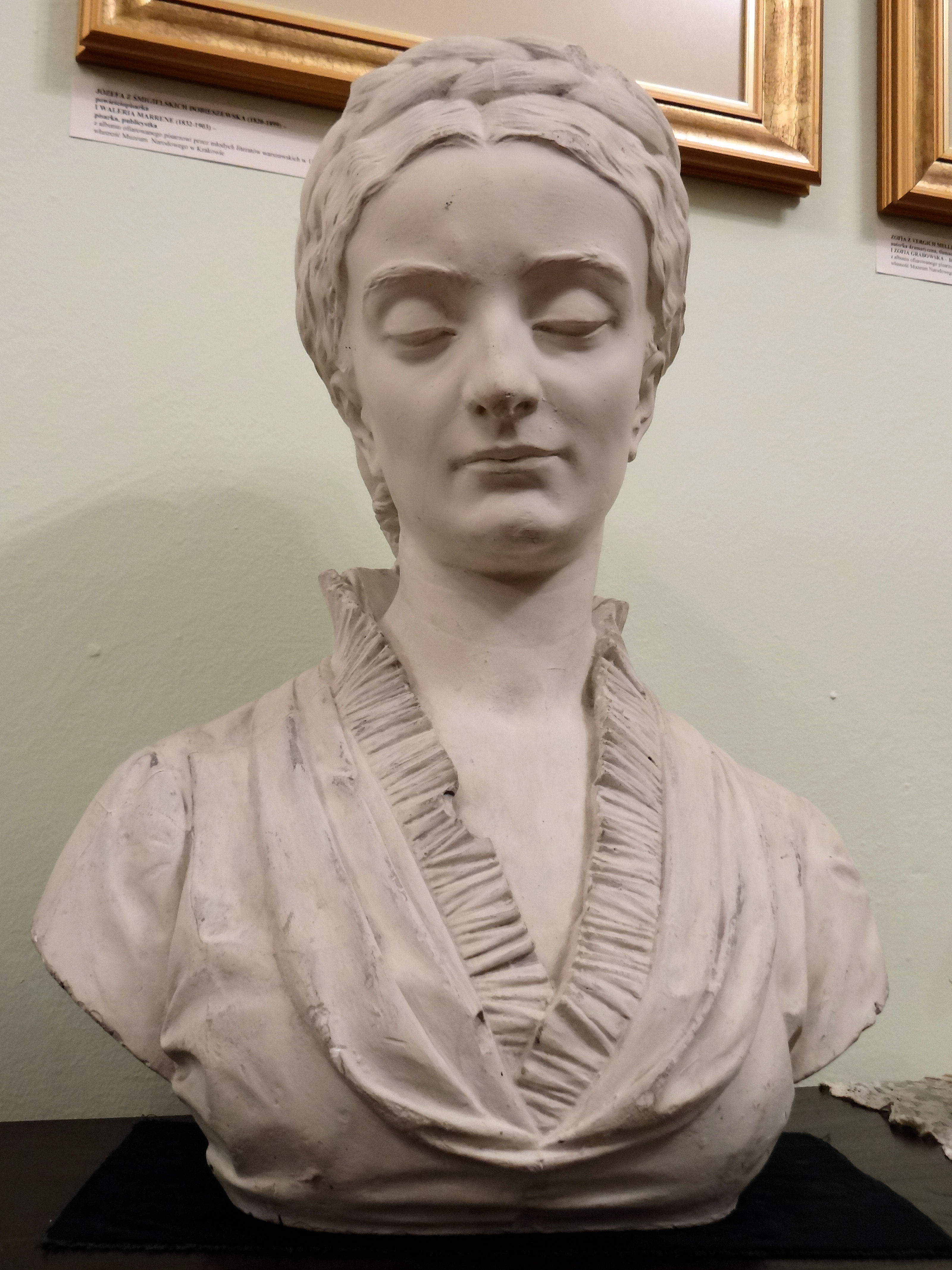
Busto raffigurante Narcyza Żmichowska di Władysław Radzikowski, Museo storico di Cracovia, 1880 circa

Il suo soggiorno in Francia cambiò notevolmente Żmichowska: Iniziò a esprimere pubblicamente le sue opinioni radicalizzate sulle donne. Considerata una donna eccentrica, fumava sigari, all'epoca vietati alle donne. La sua perfetta conoscenza del francese le permise di trovare facilmente un nuovo impiego al suo ritorno nella Polonia occupata. Divenne la governante dei quattro figli di Stanisław Kisielecki in una tenuta vicino a Łomża. Si recò spesso a Varsavia, dove incontrò diversi intellettuali. Scrisse per la rivista letteraria Pierwiosnek e altre riviste polacche sotto la censura russa tra cui Pielgrzym e Przegląd Naukowy. Fondò un gruppo di suffragette a Varsavia attivo tra il 1842 e il 1849, che prese anche parte alle attività anti-zariste. Fu arrestata dai russi a Lublino e condannata a tre anni di prigione nel 1849 per la sua appartenenza alla delegazione Związek Narodu Polskiego.

## Opere
- Poganka OCLC 10016526
- Książka pamiątek
- Dwoiste życie
- Czy to Powieść? OCLC 26836636
- Ścieżki przez życie OCLC 4232707
- Biała róża OCLC 28856696
- Wolne chwile Gabryelli
- Wykład nauk przeznaczonych do pomocy w domowym wychowaniu panien
- Wybór powieści OCLC 3277138